# Sulayman Khan
Ilyas Sulayman Khan (Persian: ﺳﻠﻴﻤﻥ ﺧﺎﻥ) fou un kan ilkhànida (1339-1346). Era descendent d'Hulagu pel seu fill Basmut (Yoshmut), pare de Sukneh (Sogai), pare de Muhammad, pare de Sulayman.
Hasan Kucik el cobànida va deposar Sati Beg (vers el maig del 1339), a la que s'havia reconegut el tron ilkjhànida, i va proclamar com a kan a Ilyas Sulayman, presentat com a descendent d'Hulagu. Sati Beg fou casada amb Sulayman (que era molt més jove que ella). Surgan ibn Amir Coban, governador de l'Iraq, no satisfet amb el tractament donat a la seva mare Sati Beg, es va posar al servei de Hasan Buzurg que també va rebre el suport del governador del Diyarbakr i del sultà mameluc An-Nàssir Àhmad. Sulayman Khan va estar present a la batalla de Jaghatu el juny del 1340, guanyada per Kucik i que va obligar a Buzurg a retirar-se cap a Bagdad. Segons el historidor jalayírida Ahrī, els cobànides i els jalayírides haurien lliurat una batalla indecisa i Hasan Buzurg es va retirar cap a Bagdad mentre Hasan Kucik devastava l'Iraq Ajemí; l'historiador timúrida Ḥāfiẓ Abrū explica pel seu costat que els cobànides van atacar al Sutàyides del Diyarbakir i després a Ḥasan-i Buzurg a Baghdad, però que foren rebutjats i Hasan va poder conservar l'Iraq (Arabí), mentre que Shaykh Ḥasan-i Kucik es va retirar cap a Erzurum on van destruir una ciutat que estava a mans del sutàyides i van profanar la tomba d'un fill d'Haji Thagay.
Hasan Buzurg va deposar el seu kan titella Jahan Timur (kan des de la tardor de 1339 a l'estiu del 1340). El 1341 els sabardars de Sabzawar van reconèixer a Sulayman Khan i a Hasan Kucik.
L'estiu de 1343 (inicis del 744 de l'hègira) Hasan Kucik va enviar a Sulayman Khan i alguns amirs entre els quals el principal era Yakub Shah, cap a Anatòlia a combatre a Eretna, però foren derrotats per les tropes de Rum (Eretna) prop de Sivas veient-se obligats a retornar a l'Azerbaidjan. Yakub Shah fou arrestat acusat de mal comportament en la batalla. Es diu que un servidor de palau de nom Arab Malik, que gaudia d'una amistat especial amb Yakub Shah, va témer ser també arrestat i es va posar d'acord amb diverses dones de l'hàrem per assassinar Hasan Kucuk el 15 de desembre de 1343)
Malik Ashraf, germà del difunt, es trobava en aquell moment a la rodalia de Siraz amb el seu oncle amir Yaghi Basti (fill d'Amir Coban). Al saber la notícia va suspendre les operacions i va marxar cap a Tabriz. Ahmed Surgan, antic governador de l'Iraq, que estava presoner a Kara Hisar (en territori d'Eretna), va fugir de la seva presó després de matar el governador, i es va reunir amb Malik Ashraf i Yaghi Basti camí de Tabriz. Sulaymane mentre va aprofitar per agafar part del tresor de Kucik i es va retirar amb Sati Beg cap al Diyarbekir on Ibrahim Toghay, el nebot i successor d'Hajjii Toghay, va reconèixer a Sulayman i es van encunyar monedes amb el seu nom fins almenys el 1345.
Malik Ashraf va acusar aleshores a Sulayman Khan de participar en la mort de Hasan Kucik. Sulayman Khan i Sati Beg van demanar la intervenció de Hasan Buzurg i finalment aquest els va fer escortar fins a Tabriz (inicis del 1344). Durant algun temps semblava que els amirs estaven d'acord però finalment van esclatar les disputes. Sulayman i Sati Beg es van aliar a Surgan. Amir Surgan i Yaghi Basti van abandonar Tabriz cap a Jou i Malik Ashraf els va fer perseguir; foren atrapats a Aghbabad i derrotats. Sulayman i Sati Beg es van refugiar a Bagdad.
Llavors Malik Ashraf va acampar a Babul i va proclamar kan ilkhànida Anushirwan que havia de ser anomenat "el Just" o "al-Adil" (1345). Llavors Hasan Buzurg pel seu costat va reconèixer com a kan a Sulayman Khan (1345/1346) exiliat a la seva cort, però després d'uns mesos va deixar el tron sense titular mantenint el mateix el títol de Ulus Beg que ja tenia sota Abu Said Bahadur Khan abans del 1335 i no hi va haver ja cap altre kan titular en la seva vida. Hi ha monedes de Sulayman a Tabriz, Hamadan, Kāšān, Yazd, i Kerman de 740/1339/13440 a 744/1343/4, al Diyar Bakr probablement fins al 1345 i a Bagdad fins al 1346. No se sap quan i com va morir.